# پویلی-آن-اکسوا
پویلی-آن-اکسوا (به فرانسوی: Pouilly-en-Auxois) یک کمون در فرانسه با جمعیت ۱٬۵۰۷ نفر است که در Canton of Pouilly-en-Auxois واقع شده‌است.